# Will Schaefer
Will H. Schaefer (ur. 23 listopada 1928 w Kenoshy w stanie Wisconsin, zm. 30 czerwca 2007) – amerykański kompozytor muzyki do seriali i filmów telewizyjnych.

## Życiorys
Był autorem muzyki między innymi do takich produkcji jak: Flintstonowie, Hogan’s Heroes, I Dream of Jeannie, Scooby-Doo, Where Are You!, The AristoCats, The Flying Nun oraz The SpongeBob SquarePants Movie. Współpracował z The Walt Disney Company, Johnnym Carsonem, Radiem Wolna Europa i Głosem Ameryki. Skomponował podkład dźwiękowy do blisko 700 reklam.
Kompozytor był trzykrotnym laureatem nagrody Clio, otrzymał także nominacje do statuetki Emmy za podkład muzyczny do filmu The Skytrap.
Był żonaty przez 20 lat, rozwiódł się w 1984 r. Chorował na raka. Zmarł w domu opieki w Kalifornii.